# هاینریش کایزر

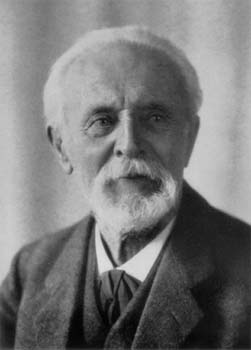
هاینریش کایسر، شیمی‌فیزیک‌دان آلمانی - ۱۹۲۴

هاینریش کایسر (زاده ۱۶ مارس ۱۸۵۳ - درگذشته ۱۴ اکتبر ۱۹۴۰)، شیمی‌دان و فیزیک‌دان اهل آلمان بود که به کشف وجود هلیم در جو زمین نائل آمد. هلیم تنها در طیف خورشید مشخص شده بود چرا که آن را در حضور اورانیم و کلویت معدنی کشف کرده بودند. کایزر نشان داد اتمسفر زمین حاوی مقدار کمی هلیم است.
او همچنین به عنوان یک شیمیدان با همکاری ریاضی‌دان آلمانی کارل رانگ به شناسایی طیف عناصر مختلف پرداخت. آن‌ها بعدها متوجه وجود سری، یا خطوط طیفی نزدیک گروه بندی شده در این طیف‌ها شدند. در سال ۱۸۸۳ آن‌ها با توسعه یک فرمول ریاضی رابطه بین این خطوط را نشان دادند.